# Коул, Джейд
Дже́йд Шантель Ко́ул (англ. Jade Chantel Cole, род. 19 июня 1979, Филадельфия, США) — американская модель. Участница 6-го сезона шоу «Топ-модель по-американски», занявшая 3 место.

## Биография

### Ранняя жизнь
Джейд Коул родилась в Филадельфии, штат Пенсильвания. Её мать американка, а отец афро-американец.
До участия в шоу Джейд уже имела некоторый модельный опыт. Снявшись в музыкальном видео Jay-Z и Фаррелла Уильямса «Change Clothes», она получила работу рядом с супермоделью Наоми Кэмпбелл.

### Топ-модель по-американски
Известность она получила, благодаря участию в шестом сезоне шоу «Топ-модель по-американски» в 2006 году. Джейд была первой, кого отобрали в шоу Тайры Бэнкс. На шоу Коул запомнилась, в первую очередь, своим чисто женским нарциссизмом. Напыщенность и высокомерие Джейд становились причиной частых конфликтов на телешоу. Коул не ладила с другими участницами, из-за чего её часто обвиняли в высокомерии. Её фотографии не всегда оценивались хорошо. Джейд 5 раз оставалась в двойке худших. В шоу ей очень часто удавалось выигрывать конкурсы. Джейд заняла 3 место из-за своей сильной индивидуальности, но также из-за того, что она не могла переносить критику. Её уход считался самым странным за всю историю шоу.

## Карьера
Джейд стала весьма успешной моделью, начиная с появления на шоу. Она участвовала в показах моды во всем мире для Marc Ecko, Олега Кассина, Jay-Z, Rocawear, Xuly Headquarters в Париже наряду с многими другими моделями.
Джейд также снялась в таких журналах, как Fader, Elle Girl, Арена, Black Men, Intouch и Vibe.
Также она создала свою собственную производственную компанию, под названием Biracial Butterfly Productions. Она также снялась в нескольких фотосессиях для Nelly Apple Bottom. Джейд подписала контракт с агентством Elite Model Management в Гонконге в 2009 году.

## Интересные факты
- Джейд предлагали участвовать в 17 сезоне шоу «Топ-модель по-американски», но она отказалась, посчитав контракт с шоу фиктивным[3].
- Джейд Коул похожа на актрису Мицуо Пек